# Веске, Райан
Райан Веске (англ. Ryan Vesce /ˈvɛsiː/; род. 7 апреля 1982, Ллойд-Харбор, Нью-Йорк) — американский хоккеист, крайний нападающий.

## Карьера
Райан Весси начал свою карьеру в 2000 году. В 2004 году подписал контракт с клубом второго шведского дивизиона «Рёгле». Следующие два сезона провёл в АХЛ, а в 2007 году перешёл в клуб финской СМ-Лиги ХИФК. В 2008 году вернулся за океан, став капитаном клуба АХЛ «Вустер Шаркс». 11 февраля 2009 года Райан Веске дебютировал в НХЛ в составе «Сан-Хосе Шаркс». 17 октября того же года Весси забросил свою первую шайбу в НХЛ в ворота голкипера «Нью-Йорк Айлендерс» Мартина Бирона.
28 июня 2010 года Райан Веске стал игроком нижегородского «Торпедо». В своём первом же сезоне в КХЛ Веске набрал 48 (25+23) очков в 51 матче, став, таким образом, лучшим снайпером команды. Кроме того, вместе со своими партнёрами по тройке нападения Мэттом Эллисоном и Шарлем Лингле Райан стал обладателем приза «Лучшая тройка» как самому результативному сочетанию форвардов регулярного чемпионата.
19 апреля 2011 года Весси продлил своё соглашение с нижегородцами ещё на один сезон, однако, проведя лишь 15 матчей, в которых он набрал 9 (4+5) очков, Райан получил травму спины, из-за которой выбыл на продолжительный срок, но сумел восстановиться и сыграть в конце сезона, в том числе в серии плей-офф.

## Достижения
- Обладатель приза «Лучшая тройка» 2011.

## Статистика выступлений
Последнее обновление: 10 апреля 2014 года
|                 |                         |                 | Регулярный сезон | Регулярный сезон | Регулярный сезон | Регулярный сезон | Регулярный сезон | Регулярный сезон | Плей-офф | Плей-офф | Плей-офф | Плей-офф | Плей-офф | Плей-офф |
| Сезон           | Команда                 | Лига            | Игр              | Г                | П                | Очк              | +/-              | Штр              | Игр      | Г        | П        | Очк      | +/-      | Штр      |
| --------------- | ----------------------- | --------------- | ---------------- | ---------------- | ---------------- | ---------------- | ---------------- | ---------------- | -------- | -------- | -------- | -------- | -------- | -------- |
| 2000/01         | Корнеллский университет | NCAA            | 33               | 7                | 20               | 27               | --               | 10               | —        | —        | —        | —        | —        | —        |
| 2001/02         | Корнеллский университет | NCAA            | 35               | 10               | 20               | 30               | --               | 10               | —        | —        | —        | —        | —        | —        |
| 2002/03         | Корнеллский университет | NCAA            | 36               | 19               | 26               | 45               | --               | 16               | —        | —        | —        | —        | —        | —        |
| 2003/04         | Корнеллский университет | NCAA            | 27               | 10               | 16               | 26               | --               | 14               | —        | —        | —        | —        | —        | —        |
| 2004/05         | Рёгле                   | Аллсвенскан     | 45               | 20               | 25               | 45               | +14              | 51               | —        | —        | —        | —        | —        | —        |
| 2005/06         | Спрингфилд Фэлконс      | АХЛ             | 80               | 18               | 49               | 67               | -25              | 50               | —        | —        | —        | —        | —        | —        |
| 2006/07         | Бингхэмтон Сенаторс     | АХЛ             | 80               | 16               | 35               | 51               | -26              | 51               | —        | —        | —        | —        | —        | —        |
| 2007/08         | ХИФК                    | СМ-Лига         | 56               | 26               | 18               | 44               | +11              | 42               | 7        | 1        | 2        | 3        | -1       | 2        |
| 2008/09         | Вустер Шаркс            | АХЛ             | 67               | 24               | 47               | 71               | +4               | 28               | 12       | 3        | 7        | 10       | -2       | 22       |
| 2008/09         | Сан-Хосе Шаркс          | НХЛ             | 10               | 0                | 0                | 0                | -2               | 4                | —        | —        | —        | —        | —        | —        |
| 2009/10         | Вустер Шаркс            | АХЛ             | 35               | 14               | 16               | 30               | +3               | 20               | 6        | 3        | 1        | 4        | -1       | 0        |
| 2009/10         | Сан-Хосе Шаркс          | НХЛ             | 9                | 3                | 2                | 5                | -1               | 0                | —        | —        | —        | —        | —        | —        |
| 2010/11         | Торпедо НН              | КХЛ             | 51               | 25               | 23               | 48               | -8               | 18               | —        | —        | —        | —        | —        | —        |
| 2011/12         | Торпедо НН              | КХЛ             | 18               | 4                | 6                | 10               | -1               | 8                | 8        | 1        | 1        | 2        | 0        | 4        |
| 2013/14         | Медвешчак               | КХЛ             | 54               | 15               | 20               | 35               | 5                | 18               | 4        | 0        | 1        | 1        | -3       | 2        |
| Всего в НХЛ     | Всего в НХЛ             | Всего в НХЛ     | 19               | 3                | 2                | 5                | -3               | 4                | —        | —        | —        | —        | —        | —        |
| Всего в КХЛ     | Всего в КХЛ             | Всего в КХЛ     | 123              | 44               | 49               | 93               | -3               | 44               | 12       | 1        | 2        | 3        | -3       | 6        |
| Всего в карьере | Всего в карьере         | Всего в карьере | 582              | 196              | 303              | 499              | -34              | 322              | 32       | 8        | 11       | 19       | -4       | 28       |